# Heteropoda venatoria
Heteropoda venatoria – gatunek dużego pająka z rodziny spachaczowatych (Sparassidae).

## Budowa
Heteropoda venatoria jest dużym pająkiem o silnie spłaszczonym ciele i bardzo długich odnóżach, zaopatrzonych w mniej lub bardziej widoczne obrączki. Osiąga długość od 22 do 28 mm, przy czym samice są większe od samców. Rozpiętość odnóży wynosi 7–12 cm. Heteropoda venatoria ma ośmioro jednakowo ukształtowanych niewielkich oczu, świadczących, że nie ma on zbyt dobrego wzroku. Ponadto jego oczy odbijają światło. Jest w stanie bez wykorzystywania narządów strydulacyjnych wydawać dźwięki o częstotliwości od 88 do 146 herców.

## Biologia i ekologia
Spłaszczenie ciała umożliwia mu występowanie pod korą drzew, w pochwach liści lub pod płaskimi kamieniami. Prowadzi nocny tryb życia. Pająk ten nie buduje sieci łownych, lecz poluje aktywnie. Jego ofiarami padają najczęściej owady i inne stawonogi, jednak zaobserwowano, że pożywiał się skorpionami i nietoperzami – prawdopodobnie zazwyczaj nie atakuje takich zwierząt. Bywa również obserwowany w jaskiniach, które zasiedla w poszukiwaniu łatwo dostępnej zdobyczy.

## Biogeografia
Gatunek Heteropoda venatoria jest rozprzestrzeniony w strefach tropikalnej i subtropikalnej na całym świecie. Jest jednym z pająków znajdowanych czasami w pęczkach bananów lub egzotycznych roślinach. Mimo stosunkowo dużych rozmiarów nie jest niebezpieczny dla człowieka.

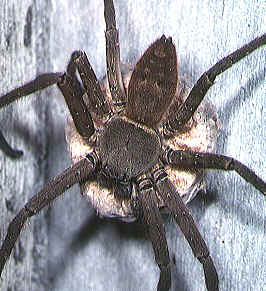
Samica z kokonem
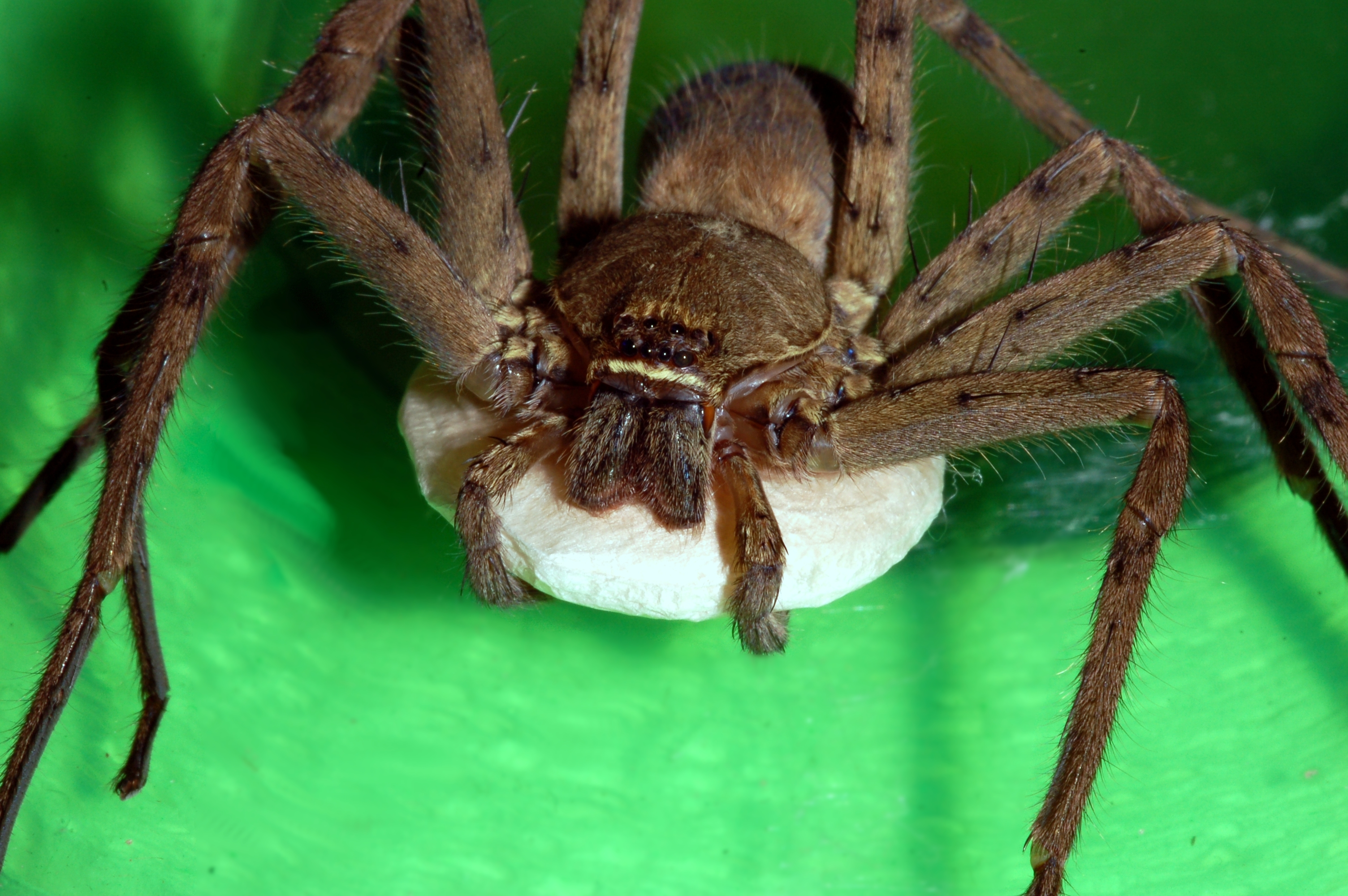
Samica z kokonem
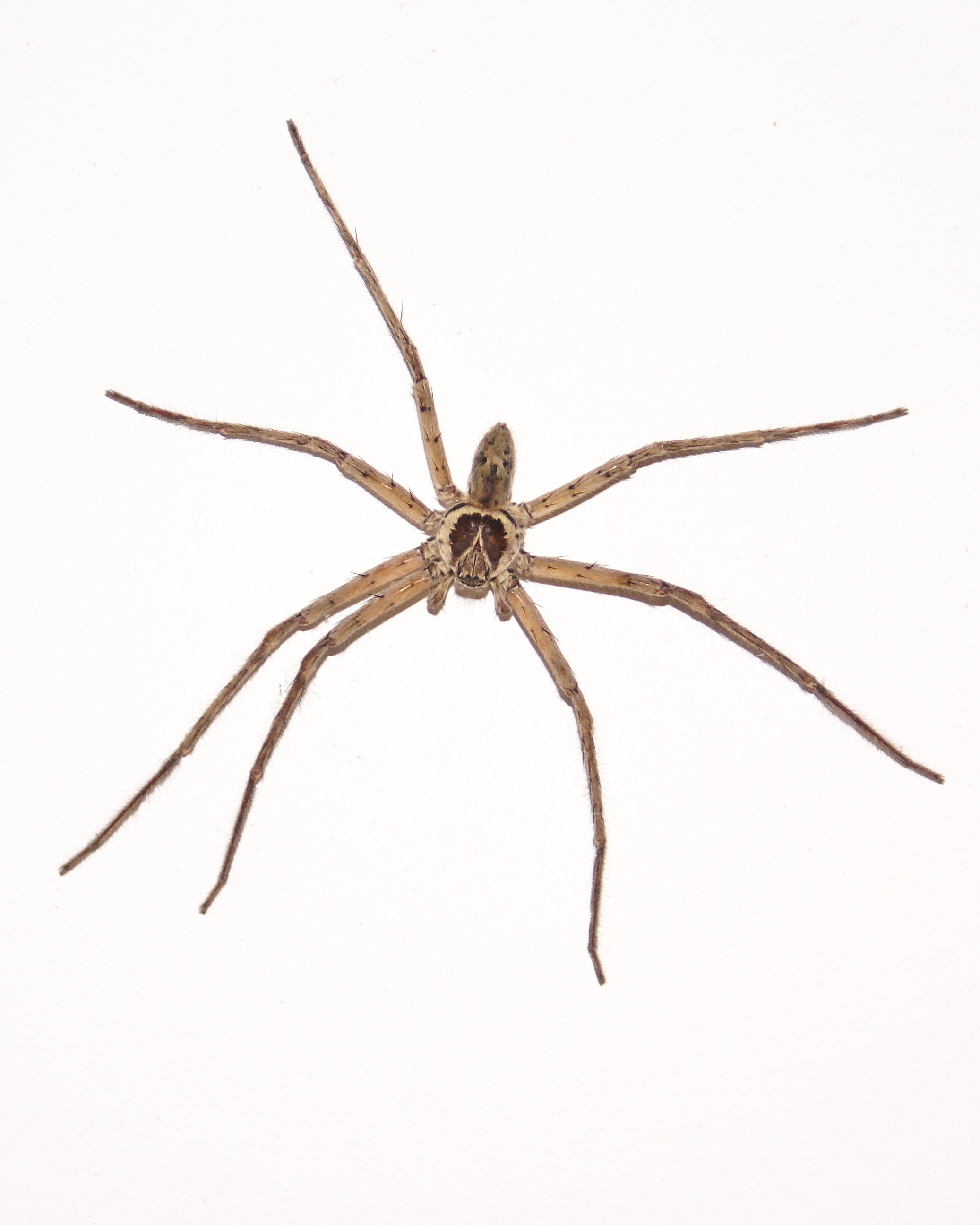
Samiec